# Arhieparhia de Hajdúdorog
Arhieparhia de Hajdúdorog (în maghiară Hajdúdorogi Főegyházmegye, în latină Archidioecesis Haidudoroghensis) este unitate de cult a Bisericii Greco-Catolice Maghiare, cu sediul în prezent la Debrecen. Papa Francisc a ridicat în anul 2015 Episcopia de Hajdúdorog la rangul de arhiepiscopie și l-a numit pe Fülöp Kocsis în funcția de arhiepiscop-mitropolit. Acesta este totodată întâistătătorul Bisericii Greco-Catolice Maghiare, cu două episcopii sufragane (la Miskolc și Nyíregyháza). 

## Istoric
Pentru mai multe detalii, vezi și Biserica Greco-Catolică Maghiară

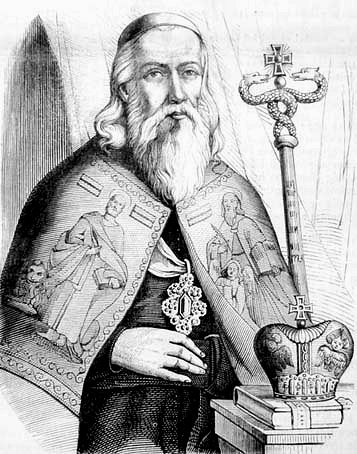
Episcopul András Bacsinszky

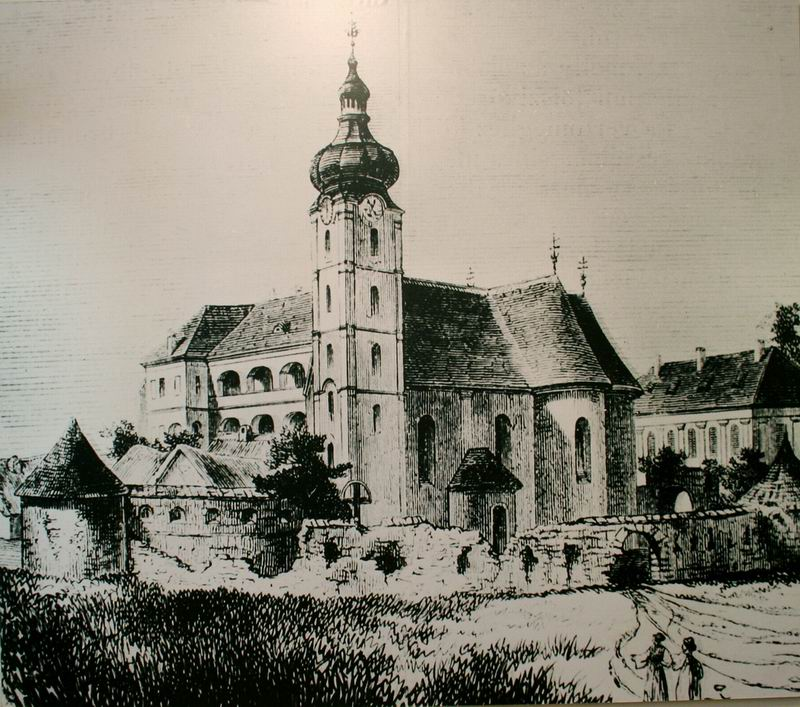
Biserica din Hajdúdorog pe o gravură din 1859

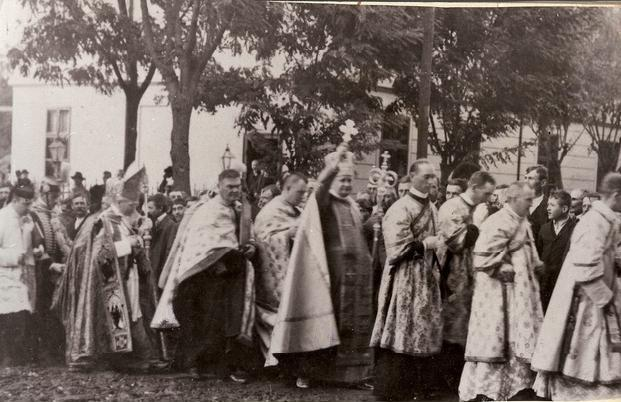
Ceremonia de instalare a primului episcop de Hajdúdorog, István Miklósy

Demersurile pentru înființarea Episcopiei de Hajdúdorog au fost treptate și a fost precedată de acțiunile credincioșilor, respectiv preoțimii care doreau introducerea limbii maghiare în cadrul liturghiei. Astfel, prima culegere de cântece bisericești maghiare ale greco-catolicilor a fost editată în anul 1693 de preotul paroh Izaiás din Debrecen. Odată cu numirea în funcția de preot paroh în orașul liber Dorog, András Bacsinszky⁠(hu)[traduceți] a tradus cărțile de rugăciune ale rutenilor în limba maghiară și a început să folosească limba maghiară în cadrul liturghiei din localitate. Protopopul Bacsinszky a fost ales în 5 august 1772 ca episcop de Muncaci (1772-1809) și a încurajat traducerile în limba maghiară, iar preoții puteau folosi maghiara în cadrul liturghiei. Succesorul său la parohia din Dorog, János Kopcsay, a ținut predica în cadrul slujbei de încoronare împăratului Leopold al II-lea în limba maghiară. În 1793, parohul de Gálszéc de origine dorogeană Mihály Krucsay a pregătit o traducere maghiară a liturghiei Liturghia Sfântului Ioan Gură de Aur. În 1795 profesorul din Uzhhorod, György Kritsfalusy, ca cadou de ziua de naștere pentru András Bacsinszky a retradus liturghia, iar aceasta a devenit răspândită și a devenit baza liturghiei bizantine în limba maghiară.
Hajdúdorog a devenit în secolul al XVIII-lea unul dintre cele mai importante centre ale greco-catolicismului. Preoții locali Gergely Tarkovics⁠(hu)[traduceți], respectiv Elek Pócsi⁠(hu)[traduceți] au devenit episcopi de Eperjes și Muncaci. La finalul secolului în localitate se numărau 5200 de credincioși, mai mulți decât la Oradea, Cluj sau Uzhhorod. Astfel, nu este de mirare că mișcarea pentru recunoașterea limbii maghiare  de la finalul secolului al XVIII-lea și începutul secolului al IX-lea a pornit din acest oraș. În ciuda faptului că arhiepiscopii din Esztergom și episcopii din Eger au interzis folosirea în liturghie a limbii materne, abaterile și demersurile repetate n-au putut fi oprite. În 1825, a fost tipărită la Kassa prima carte de rugăciuni în ritul bizantin scrisă în limba maghiară, intitulată Imádságos könyvetske. În 1833 a apărut la Oradea culegerea cântecelor greco-catolice maghiare sub redactarea lui Döme Kerekes.
Congresul național al greco-catolicilor maghiari a fost deschis la data de 16 aprilie 1868. Preoților greco-catolici din Arhieparhia de Alba Iulia și Făgăraș și în episcopia sufragană Eparhia de Oradea Mare condusă de Iosif Pop Silaghi le-a fost interzisă participarea. În ciuda interzicerilor congresul din orașul Hajdúdorog a fost deschis la ora 8 cu o slujbă ținută în limba maghiară de către preotul paroh György Szabó asistat de corul de bărbați și copii din localitate. După liturghie a început ședința sub prezidiul lui Lajos Farkas la care au participat 220 de delegați dintre care 20 de preoți parohi din 33 parohii, respectiv încă 19 parohii și 11 preoți parohi sub formă de scrisoare-delegat. La congres a fost înființat Comitetul Permanent Executiv (în maghiară Állandó Végrehajtó Bizottságot) cu scopul de a supraveghea implentarea deciziilor luate la congres:
1. Înființarea Eparhiei greco-catolice de Hajdúdorog
2. Traducerea și tipărirea cărților de liturghie avizate în limba maghiară pe cheltuiala statului
3. Introducerea limbii maghiare ca limbă liturgică

Întâiul succes al acestor inițiative a fost înființarea în 1873 a Vicariatului Greco-Catolic de Hajdúdorog de către împăratul austro-ungar Franz Joseph după consultarea episcopului unit de Muncaci, István Pankovics. Vicariatul a fost înființat în detrimentul Episcopiei de Muncaci, din care au fost luate canonic treizeci și trei de parohii. Întâiul vicar a fost găsit abia în 1878, în persoana canonicului Pr. János Danilovics, cel care a tipărit în 1882 Liturghierul în limba maghiară și în 1883 Euhologiul pe cheltuiala orașului Debrețin, citadela calvinismului maghiar. În acest vicariat s-a introdus pentru prima dată limba liturgică maghiară, contrar prescripțiilor canonice venite dein partea conducerii Bisericii romano-catolice maghiare.
În anul mileniului maghiar, 1896, Comitetul Permanent Executiv împreună cu o sută de delegați greco-catolici au făcut o vizită la prim-ministrul Dezső Bánffy⁠(hu)[traduceți], ministrul cultelor Gyula Wlassics⁠(hu)[traduceți], președintele Adnunării Naționale Dezső Szilágyi⁠(hu)[traduceți] și arhiepiscopul Kolos Vaszary⁠(hu)[traduceți] cărora le-au înmânat memorandumul lor și câte o carte cu liturghia bizantină în limba maghiară. La 27 iunie 1896 au celebrat sfânta liturghie maghiară în biserica universității⁠(hu)[traduceți] din Budapesta.
Fiind informat de noile inițiative, Vaticanul a cerut informații prin Nunțiatura din Viena, mitropolitului greco-catolic român de la Blaj, Dr. Victor Mihaly de Apșa, care a arătat, în răspunsul său din 8 august 1896, cum fruntașii Bisericii romano-catolice maghiare încurajează acțiunea protejată de cultul reformat maghiar. După informațiile avute, Sf. Oficiu al Vaticanului a ordonat măsuri contra acestor tendințe care au avut ecou în Parlamentul de la Budapesta, unde primul ministru Dezső Bánffy⁠(hu)[traduceți] a declarat că Episcopia greco-catolice de Hajdúdorog nu poate fi înființată decât după ce limba maghiară va fi recunoscută la Vatican ca limbă liturgică. 
În 2 septembrie 1898 s-a înființat la Budapesta Comitetul Maghiarilor Catolici de Rit Grec (în maghiară Görög
Szertartású Magyarok Országos Bizottsága) sub președinția deputatului Jenő Szabó, când s-a cerut recunoașterea limbii maghiare ca limbă liturgică. Totodată, membrii Comitetului au cerut introducerea în cultul religios a calendarului gregorian. Inițiativele au fost spirijinite de 113 parohii, 568 filii și 134.527 de credincioși greco-catolici.
Un pas spre obținerea cerințelor formulate în deceniile trecute a fost pelerinajul organizat de Comitetul Maghiarilor Catolici de Rit Grec la Roma în Anul Sfânt 1900, compus din 400 persoane, preoți și laici, reprezentând 139 comune, sub conducerea episcopilor greco-catolici ai Episcopiei de Eperjes (Presov) și ai celei de Muncaci. Aceștia au prezentat un memoriu  Papei Leon al XIII-lea, expunând dezideratele de mai sus. Acțiunea lor a fost susținută de autoritățile religioase și politice din Budapesta și Viena, care prin informațiile date au reușit să convingă, mai târziu, pe Papa Pius al X-lea să înființeze Episcopia greco-catolică de Hajdúdorog. Când episcopul român unit de Gherla, Dr. Vasile Hossu, trimis anume la Roma, i-a demonstrat abilitatea și duplicitatea guvernului maghiar, Papa Pius al X-lea a terminat discuția cu următoarele cuvinte: „mi hanno ingannato” (m-au înșelat). De aceea a decis să revizuiască Bula papală de înființare a episcopiei, însă a fost împiedicat de situația politică din Europa.
Eparhia a fost înființată pe data de 6 mai 1912 de împăratul austro-ungar Franz Joseph - în calitate de „ius supremi patronatus” - și aprobată de Papa Pius al X-lea la 8 iunie 1912, cu Bula „Christifideles Graeci”. Noua eparhie a fost inclusă în Provincia arhiepiscopală de Esztergom. Totodată, baza legală a episcopiei a fost garantată cu Legea XXXV din 1913 adoptată de Adunarea Națională din Budapesta. În baza hotărârii Papei, noii eparhii îi reveneau 162 de parohii unite: 70 din Episcopia de Munkács, 8 din Episcopia de Eperjes (Presov), 44 din Episcopia de Oradea Mare, 35 din Arhiepiscopia de Alba Iulia și Făgăraș, 4 din Eparhia de Gherla  și 1 din Eparhia Esztergom. Bula fondatoare a numit eparhia după numele localității Hajdúdorog, de unde a pornit mișcarea de emancipare care solicita înființarea unei eparhii greco-catolice maghiare și unde își avea sediul fostul vicariat.
La 21 aprilie 1913, împăratul austro-ungar Franz Joseph l-a nominalizat ca prim episcop pe István Miklósy, arhidiacon de Zemplén și paroh de Sátoraljaújhely, a cărui numinalizare a fost acceptată de Papa Pius al X-lea  la 23 iunie 1913. Cu toate acestea, sediul eparhiei nou înființate a fost mutat mai întâi la Debrețin din cauza lipsei infrastructurii. În anul 1914 un agitatot de origine română, Ilie Cătărău, a comis un atentat cu bombă la sediul Episcopiei de Hajdúdorog din Debrețin, atentat în care și-au pierdut viața vicarul episcopal și doi funcționari, iar alte șapte persoane au fost rănite grav. După incident sediul episcopal a fost mutat în orașul Nyíregyháza.
La propunerea episcopului de Hajdúdorog, István Miklósy, împăratul Franz Joseph a înființat în data de 6 septembrie 1915 un Vicariat greco-catolic al Ținutului Secuiesc, cu sediul în Târgu Mureș. Din noua unitate bisericească administrativă au făcut parte 35 parohii cedate de Arhiepiscopia de Alba Iulia Făgăraș, puse sub conducerea vicarului foraneu, protopopul Gyula Hubán. Prin Decretul papal Apostolica sedes din 9 aprilie 1934 Congregația pentru Bisericile Orientale a readus sub jurisdicția Arhiepiscopiei de Făgăraș și Alba Iulia cele 35 de parohii unite din Ținutul Secuiesc, care fuseseră subordonate Eparhiei de Hajdúdorog.
Calendarul gregorian a fost introdus pentru prima dată în Bisericile Răsăritene din dieceza de Hajdúdorog, la 24 iunie 1916. În 1918 a fost publicat primul șematism al noii Eparhii de Hajdúdorog, care descrie în detaliu istoria greco-catolicismului maghiar.

## Structură

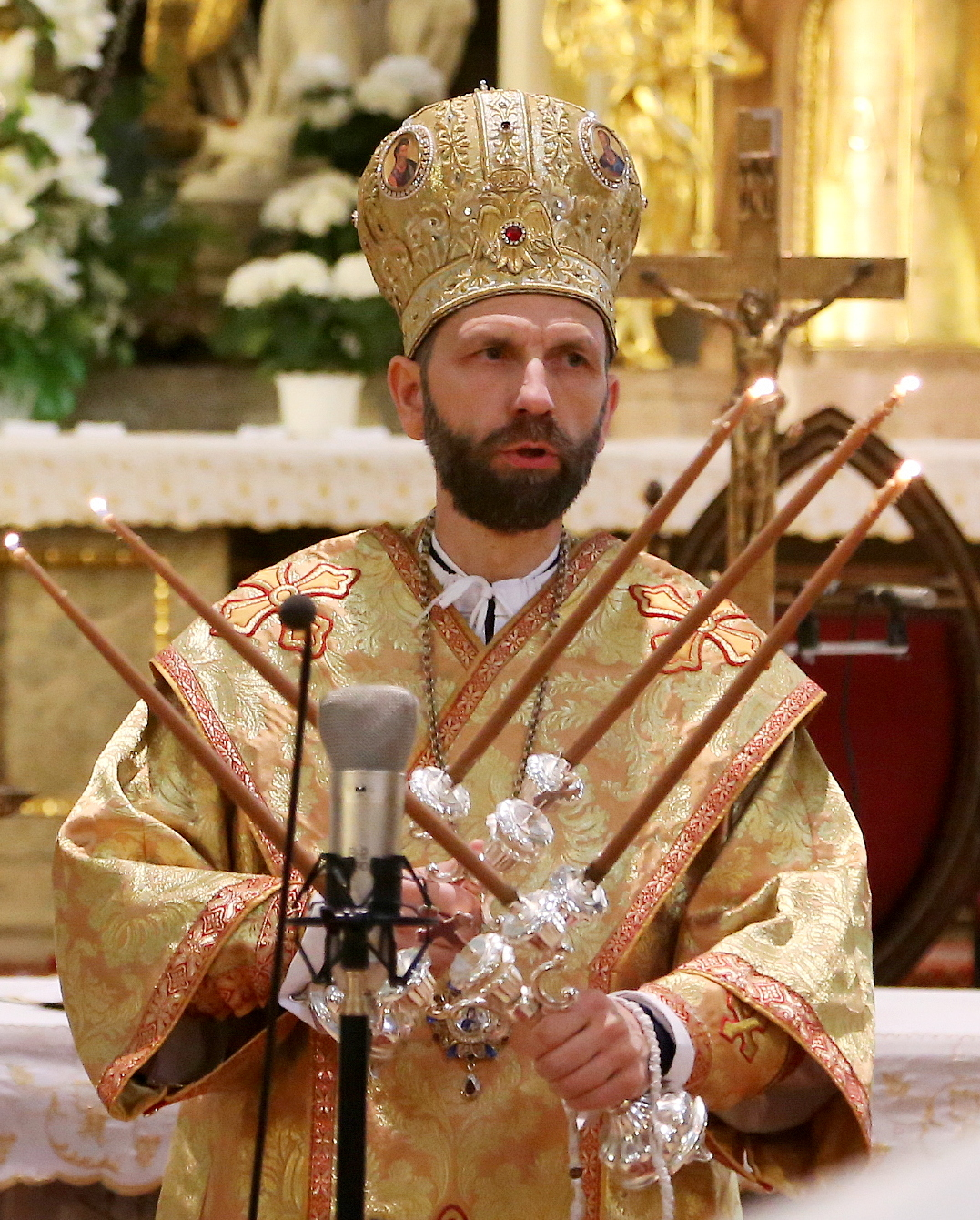
Fülöp Kocsis, arhiepiscopul-mitropolit de Hajdúdorog

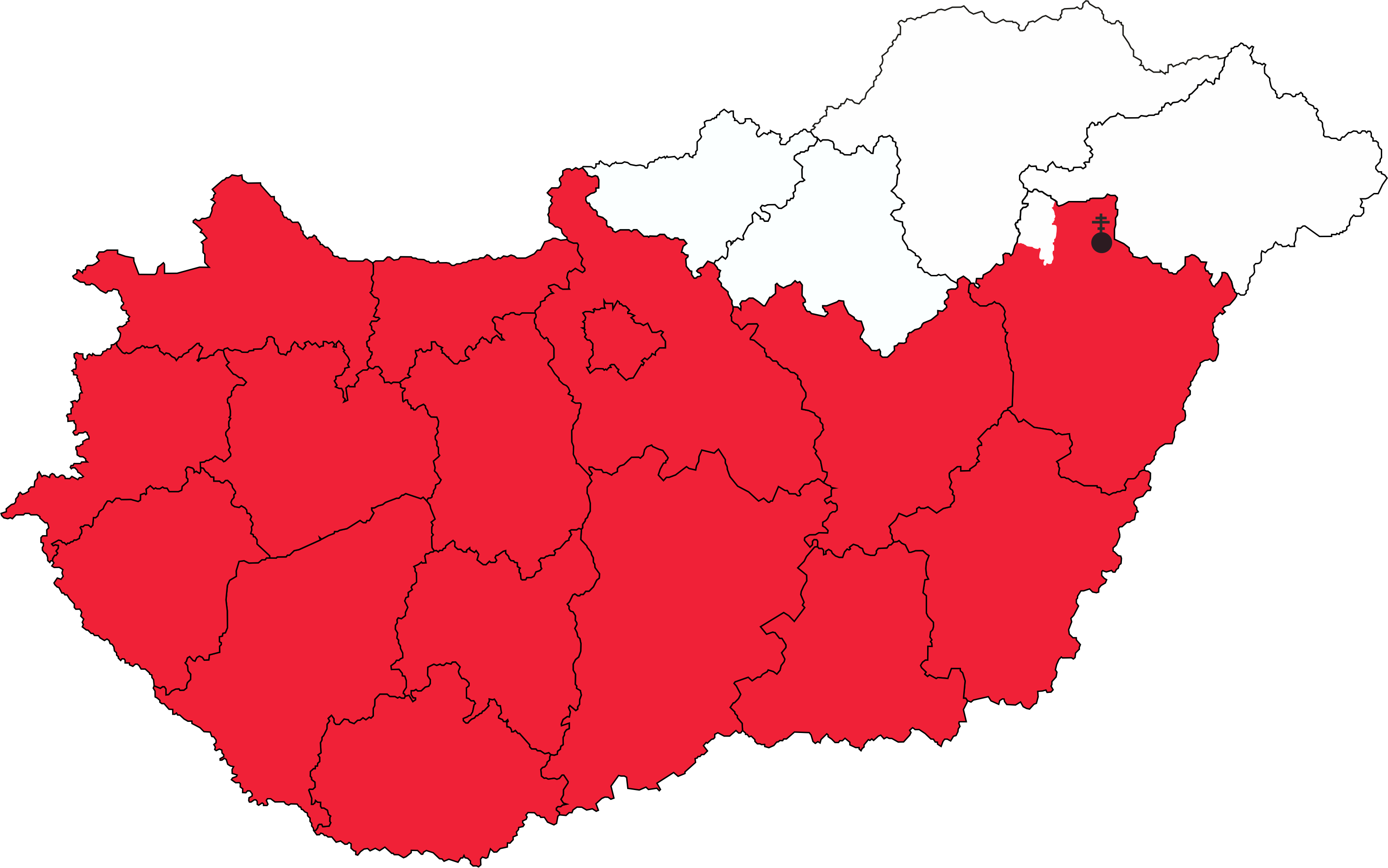
Teritoriul actual al Arhieparhiei de Hajdúdorog

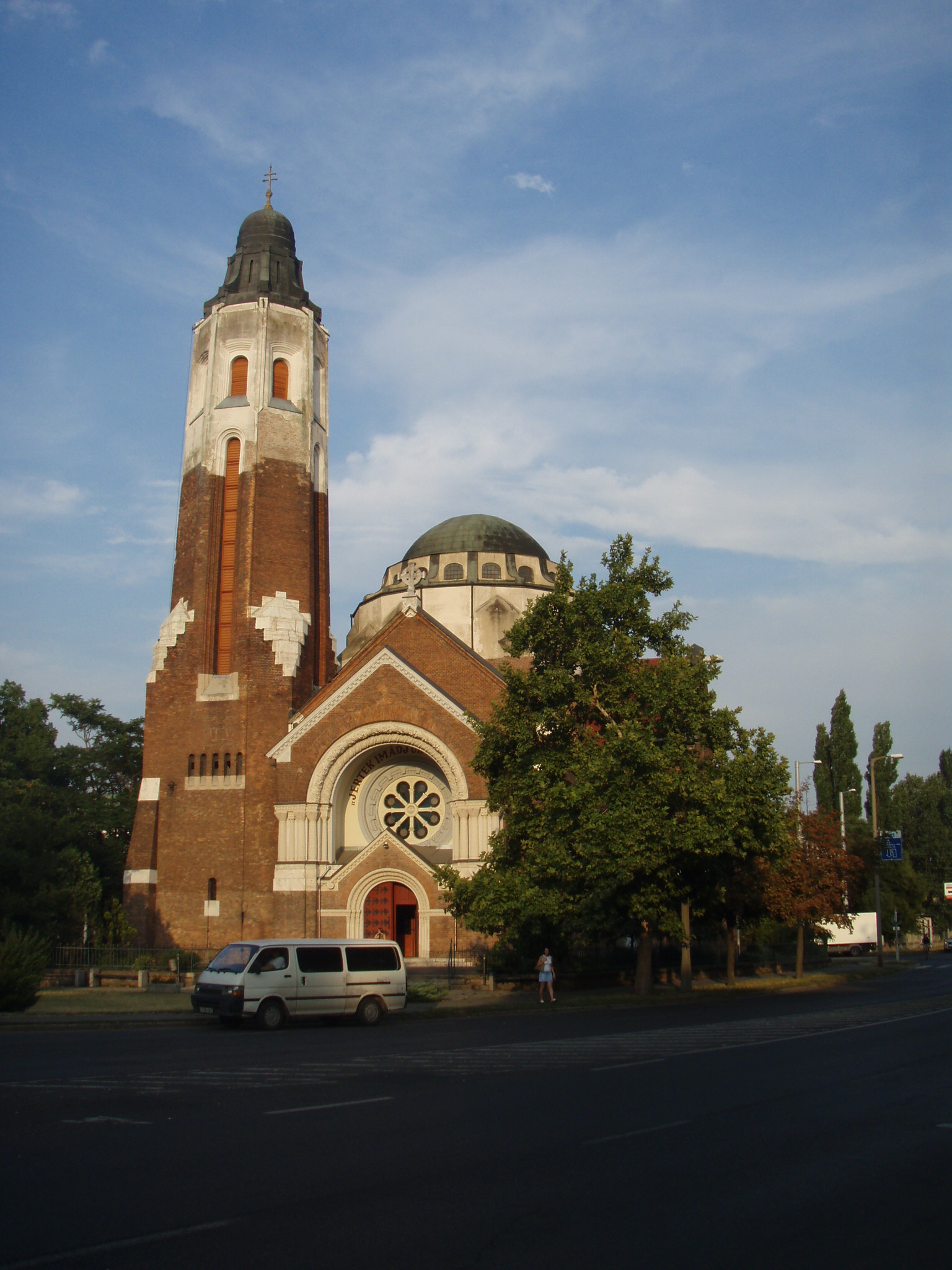
Catedrala din Debrecen

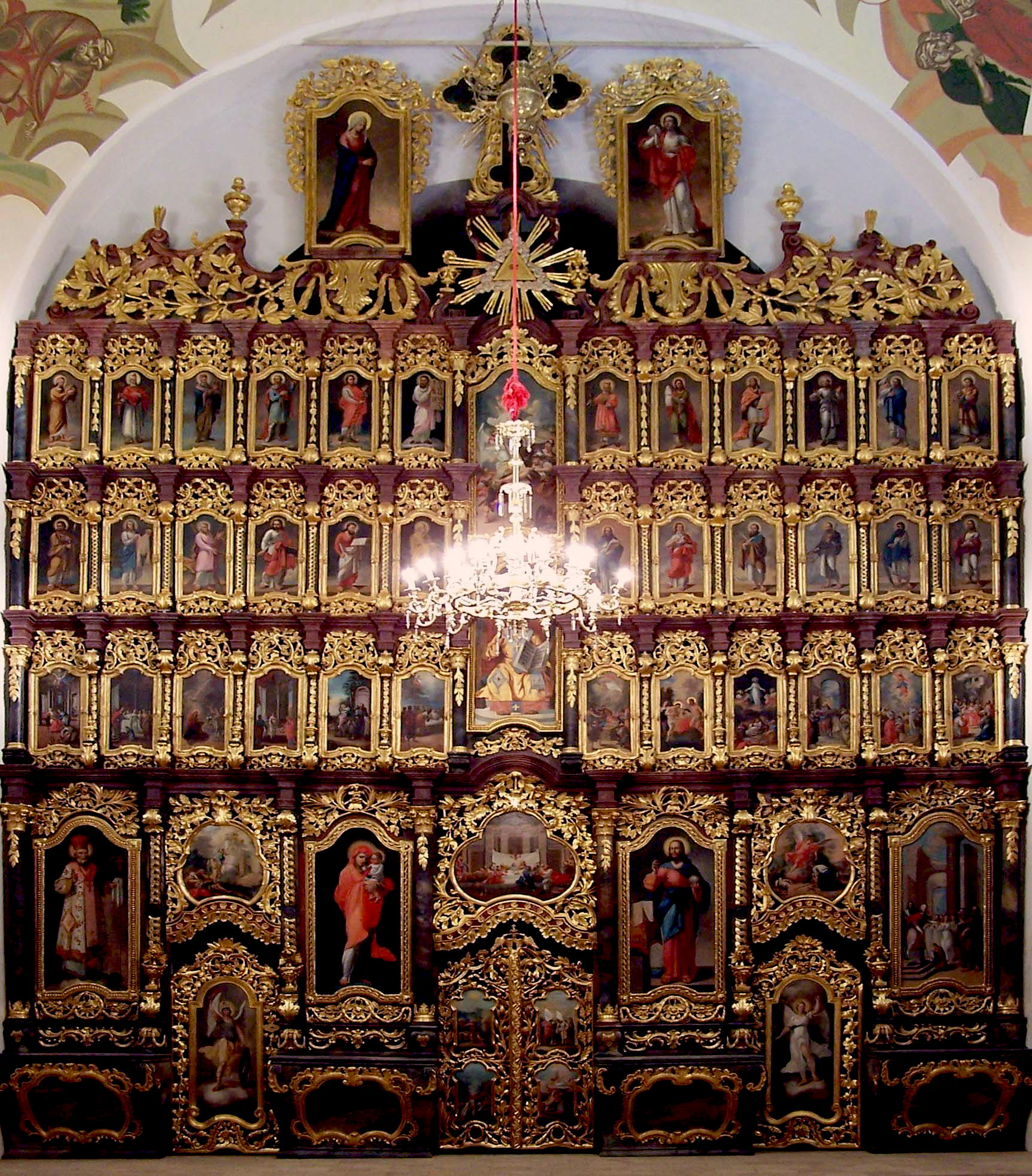
Iconostasul catedralei din Hajdúdorog

Din 2015 sediul Arhiepiscopiei de Hajdúdorog este mutată din Nyíregyháza la Debrețin.

### Episcopi
Au păstorit această eparhie:
- 1912-1913: Antal Papp⁠(hu)[traduceți], administrator apostolic, ulterior episcop de Munkács
- 1913-1937: István Miklósy
- 1939-1972: Miklós Dudás⁠(hu)[traduceți]
- 1975-1988: Imre Timkó⁠(hu)[traduceți]
- 1988-2007: Szilárd Keresztes⁠(hu)[traduceți]
- 2008: Fülöp Kocsis, primul mitropolit greco-catolic maghiar

### Împărțirea administrativă
1. Protopopiatul Buda
  1. Budaörs
  2. Budapest-Buda
  3. Csepel
  4. Érd
  5. Győr
  6. Pomáz
  7. Szigetszentmiklós
2. Protopopiatul Debrecen
  1. Debrecen
  2. Debrecen-Csapókert
  3. Debrecen-Józsa
  4. Debrecen-Tócóskert
  5. Hajdúsámson
  6. Hajdúszoboszló
3. Protopopiatul Hajdúdorog
  1. Hajdúböszörmény
  2. Hajdúdorog
  3. Hajdúnánás
  4. Téglás
4. Protopopiatul Nyíradony
  1. Álmos
  2. Bedő
  3. Fülöp
  4. Létavértes-Nagyléta
  5. Létavértes-Vértes
  6. Nyírábrány
  7. Nyíracsád
  8. Nyíradony
  9. Nyírmártonfa
  10. Pocsaj
5. Protopopiatul Pécs
  1. Dunaújváros
  2. Pécs
  3. Veszprém
6. Protopopiatul Pest
  1. Budapest
  2. Budapest-Kispest
  3. Budapest-Pesterzsébet
  4. Budapest-Rákosmente
  5. Budapest-Újpest
  6. Gödöllő
  7. Dunakeszi
  8. Vác
7. Protopopiatul Szeged
  1. Kecskemét
  2. Makó
  3. Szeged
  4. Szolnok[10]